# Akkuyu, Kumlu
Akkuyu là một xã thuộc huyện Kumlu, tỉnh Hatay, Thổ Nhĩ Kỳ. Dân số thời điểm năm 2011 là 398 người.